# Arctopsyche ladogensis
Arctopsyche ladogensis là một loài Trichoptera trong họ Hydropsychidae. Loài này được tìm thấy ở miền Cổ bắc và miền Tân bắc.